# Eseltreiber (Osterode am Harz)

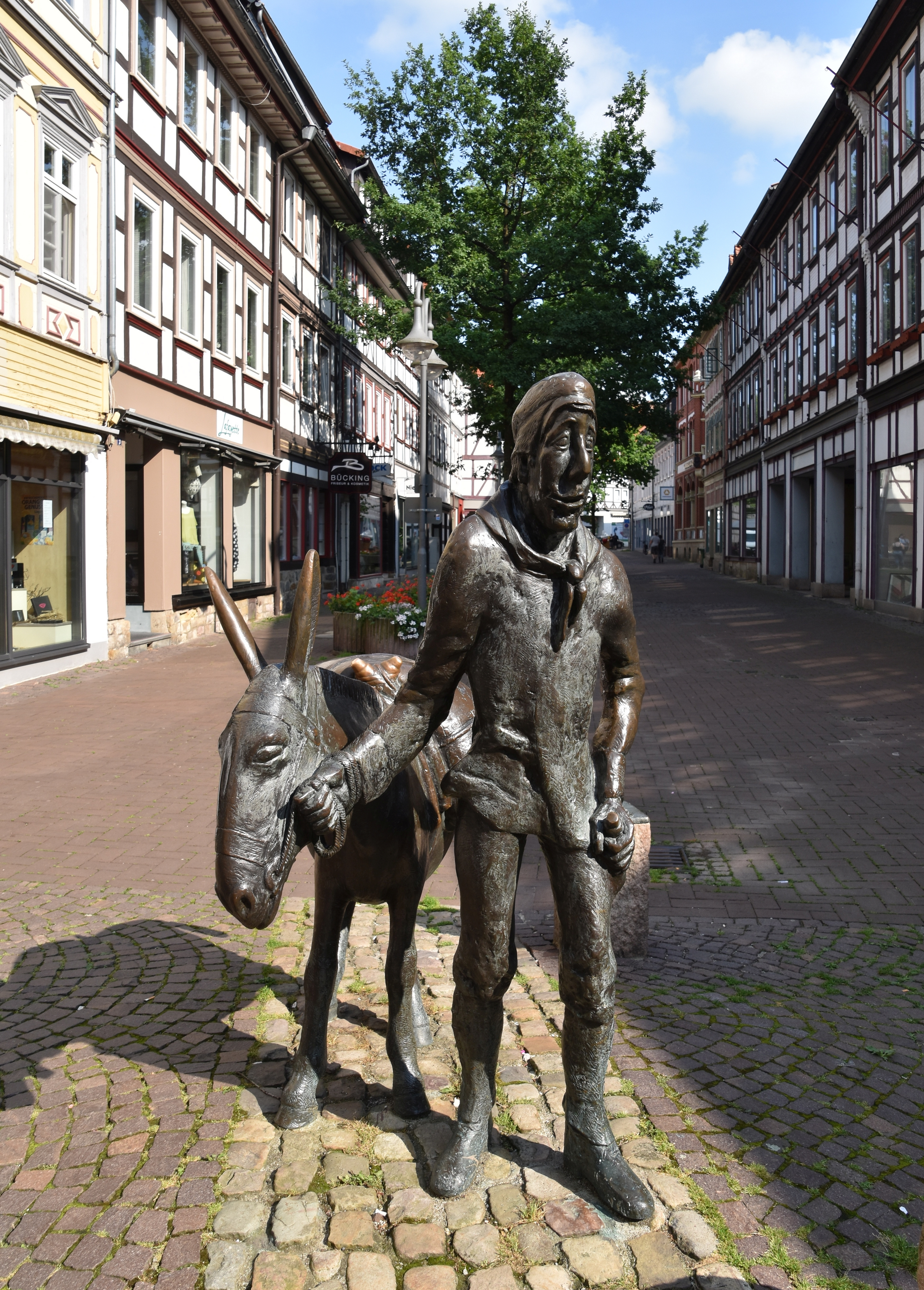
Esel mit Eseltreiber

Der Eseltreiber ist eine Skulpturengruppe in der Stadt Osterode am Harz im Landkreis Göttingen in Südniedersachsen. Sie befindet sich vor dem Alten Rathaus in der Straße Am Schilde.

## Geschichte
Seit Dezember 1978 war über ein Eseltreiber-Denkmal in Osterode am Harz beratschlagt worden, 1982 wurde bereits der Standort erörtert. Eine 1983 gestartete Spendensammlung des Heimat- und Geschichtsvereins für die Errichtung einer solchen Skulptur belief sich im Dezember 1986 schon auf 54615 Mark. Am 1. April 1987 wurde als Aprilscherz neben dem Alten Rathaus eine Eselskulptur aus geschweißtem Stahlblech aufgestellt, die von Auszubildenden der Firma Piller angefertigt worden war. Währenddessen war bereits der beauftragte Künstler damit beschäftigt, das Modell für die zukünftige Skulptur anzufertigen.
Am 3. Juni 1988 wurde die von Helmut Moos in Bronze geschaffene Skulpturengruppe eingeweiht. Sie besteht aus einem Eseltreiber mit einer Schnapsflasche und einem Esel, der mit einem Kornsack beladen ist. Auf dem Kornsack befindet sich die Inschrift „Eseltreiber juck, juck, juck, / hat en kleinen Schluck, Schluck, Schluck“, angelehnt an eine Erzählung aus Lerbach im Harz von Heinrich Pröhle. Die Figuren sind so angeordnet, dass der Esel rechts am Rathaus vorbei in Richtung Kornmagazin gehen will und der Eseltreiber links vorbei zum Martin-Luther-Platz. Eine kleine Tafel auf einem Sockel trägt die Inschrift „Von Osterode aus versorgten Eseltreiber die Bergleute im Oberharz mit Korn“. Bei der Einweihung war den Opfern des Grubenunglücks von Borken mit einer Schweigeminute gedacht worden.
Eine Blechskulptur aus nichtrostendem Stahl wurde später vor der ehemaligen Eseltreiberschänke in Freiheit aufgestellt.
Seit März 2021 befindet sich direkt neben dem Eseltreiber eine Sonderstempelstelle der Harzer Wandernadel für den Harzer Hexenstieg.

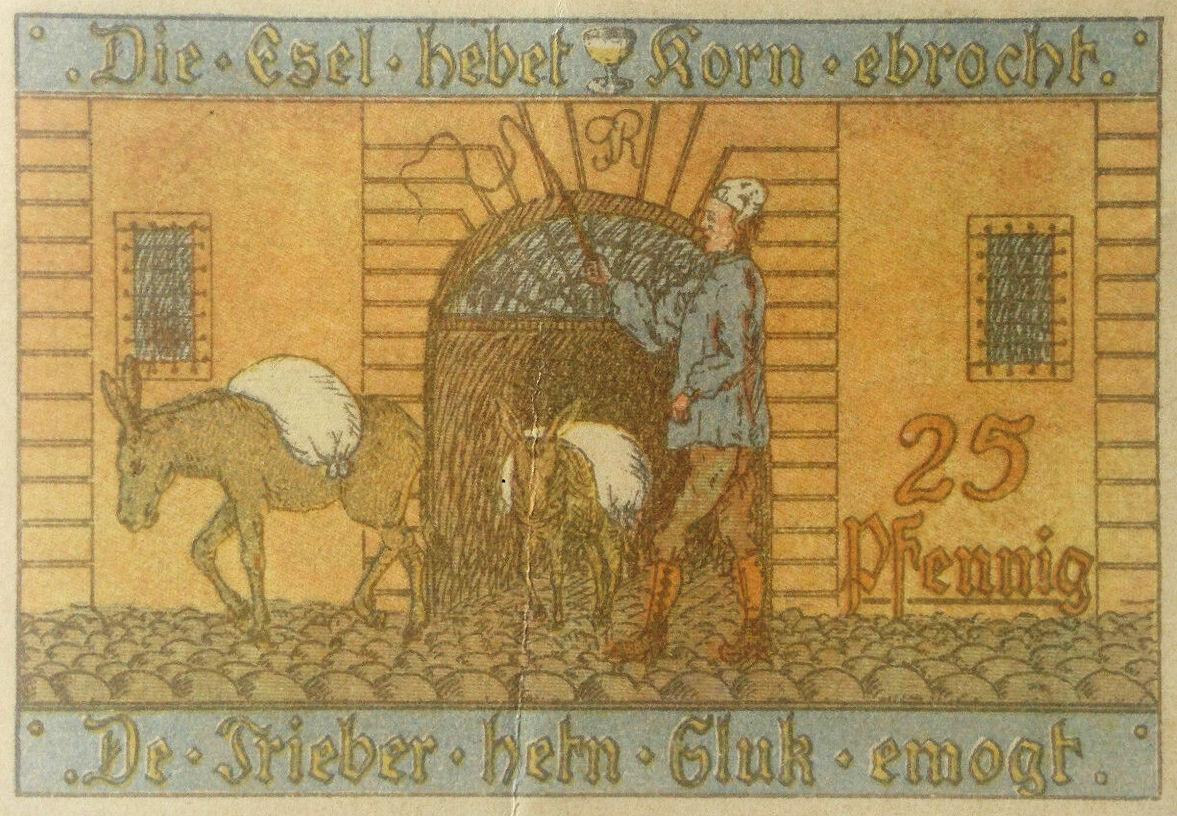
Notgeld von 1922 mit Eseltreiber am Harzkornmagazin

## Hintergrund
Im Oberharz konnte wegen des Klimas und der Bodenbeschaffenheit nicht ausreichend Getreide angebaut werden. Das Bergamt war deshalb auf Zukäufe von Korn angewiesen, um die Bergleute und Hüttenarbeiter mit Brotgetreide zu versorgen. Dieses wurde im Harzvorland gekauft und in Bergmagazinen eingelagert. In Osterode am Harz war in den Jahren 1720 bis 1722 dafür das Harzkornmagazin errichtet worden. Das Getreide wurde aus den Magazinen mit Eselkarawanen bis in die Bergstädte transportiert. Bis zum Ausbau der Alten Harzstraße von Freiheit durch das Lerbachtal nach Clausthal im Jahr 1845 waren die Wegverhältnisse von Osterode in den Harz sehr beschwerlich. Weil die Alte Harzstraße und Hundscher Weg recht schmal und nicht mit Gespannen befahrbar waren, konnten nur Lasttiere für die Transporte eingesetzt werden. Der Eselsplatz am Hundscher Weg erinnert noch daran, dass die Eseltreiber dort ihre erste Rast auf dem Weg in den Oberharz hielten.

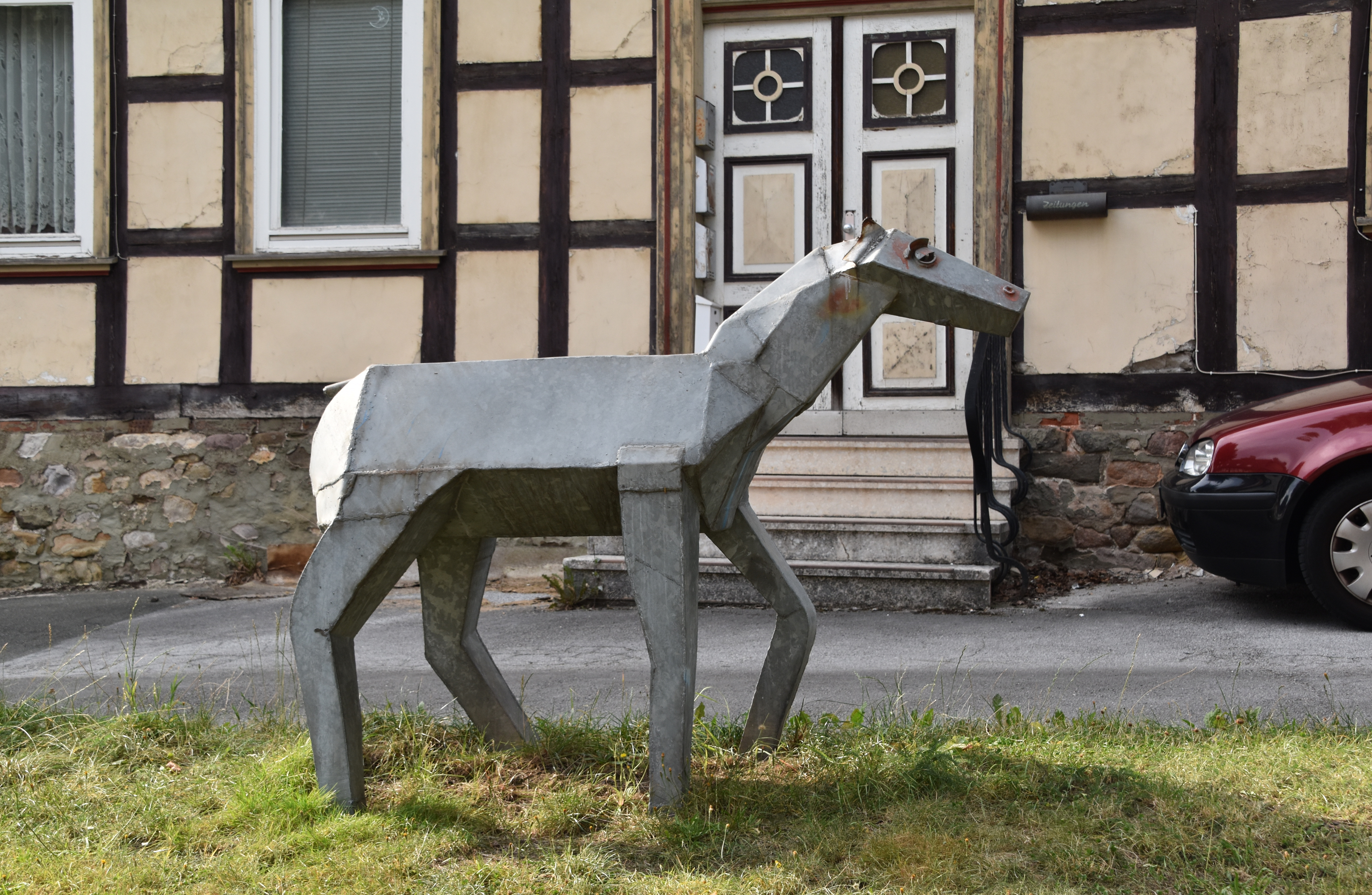
Eselskulptur aus Stahlblech am ehemaligen Eseltreiberhaus in der Hauptstraße 21

Die Eseltreiber lebten im Osteroder Amtsdorf Freiheit und gingen seit dem 16. Jahrhundert ihrer Arbeit nach, bildeten sogar eine Zunft. In Freiheit befindet sich in der heutigen Hauptstraße 21 die ehemalige Eseltreiberschenke „Haus Sonne“, die um 1700 erbaut wurde. Ein Vertrag aus dem Jahr 1666 erlaubte den Eseltreibern den Kauf von Getreide erst nach 11:00 Uhr, um die Osteroder Bürger nicht zu benachteiligen. Mit Fertigstellung des Harzkornmagazins im Jahr 1722 wurden über 80 Esel gezählt. Als die Straße über Lerbach nach Clausthal von 1847 bis 1851 befestigt wurde und mit Fuhrwerken befahren werden konnte, sank die Zahl ab – zuletzt gab es nur noch drei Esel im Jahr 1875.
Die Skulpturengruppe soll als Sinnbild für „Transport und Verkehr“ im Harz stehen und an die Zunft der Eseltreiber erinnern.